# كاميل دو غاست
كاميل دو غاست (ماري مارت كاميل ديسينغ دو غاست، كاميل كريسبان دو غاست، 30 مايو 1868 – 24 أبريل 1942) هي إحدى ثلاث نسوة فرنسيات رائدات في مجال قيادة السيارات في الحقبة الجميلة، مع هيلين دي روتشيلد (البارونة هيلين فان زويلين) وآن دو روشينشوار دو مورتيمارت (دوقة يوزيس).
اشتُهرت دو غاست بكونها «واحدة من أغنى الأرامل وأكثرهن إنجازًا في فرنسا»، وكشخصية رياضية بارعة –في قيادة المنطاد، والقفز المظلي، والمبارزة، وتزلج المنحدرات، والتزلج على الجليد، والرماية بالبندقية والمسدسات، وتدريب الخيول– بالإضافة إلى عزف البيانو والغناء في الحفلات الموسيقية. وتُعتبر ثاني امرأة تنخرط في سباق دولي للسيارات.
في فرنسا، عُرفت لاحقًا بأعمالها الخيرية واسعة النطاق. إذ ترأّست جمعية منع سوء معاملة الحيوانات حتى وفاتها، وشملت حملتها ضد لعبة مصارعة الثيران احتجاجات تخريبية ذات عمل مباشر. وفّرت دو غاست الرعاية الصحية للنساء والأطفال المعوزين في باريس، ولم تتوقف عن ذلك حتى خلال الاحتلال الألماني لفرنسا في الحرب العالمية الثانية.
كانت الشخصية المحورية في الفضيحة الباريسية الموديل ذات القناع إذ اتُّهمت جُزافًا بكونها الموديل العارية في لوحة سيئة السمعة لآنري جيرفكس. نجم عن هذه الفضيحة الماجنة رفع ثلاث قضايا في المحاكم، وتلقت تغطية إعلامية في جميع أنحاء العالم.
تغير أسلوب حياتها الاجتماعي والرياضي المُفعم بالحيوية إثْر تجربة مريرة في العام 1910 تقريبًا، عندما حاولت ابنتها ترتيب عملية قتلها للحصول على الميراث. في منتصف الليل، وفي بيتها، واجهت دو غاست أفراد العصابة المهاجمة، فهربوا. بعد ذلك كرّست نفسها للعمل الحكومي الفرنسي في المغرب، والأعمال الخيرية للحيوانات، والنساء المحرومات، والأيتام.
بوصفها رائدة نسوية فعّالة، شغلت دو غاست منصب نائبة رئيس الرابطة الفرنسية لحقوق المرأة بعد الحرب العالمية الأولى. وفي العام 1904 أصبحت المرأة الوحيدة في طاقم إدارة نادي السيارات الفرنسي.
عُرفت دو غاست في الصحافة باسم الشهرة الأمازونية وفالكيري السيارات.

## حياتها الشخصية
ولدت ماري مارت كاميل ديسينغ دو غاست في باريس في العام 1868. كانت «غلاميّة»، والأصغر بين إخوتها، ولها أخت، وأخ يكبرها باثني عشر عامًا.
عُرفت باسم كاميل دو غاست، وفي العام 1890 تزوجت من جول كريسبين، والذي كان مدير دوفايل، أحد أكبر المتاجر في فرنسا، والمساهم الأكبر فيه. تطورت متاجر دوفايل من سابقتها لو بالا دو لا نوفوتيه التي أسسها والده جاك كريسبين في العام 1856 في الدائرة الثامنة عشر في باريس؛ إنما مع العام 1890 استولى جورج دوفايل على ملكية المتجر، وغيّر اسمه إلى دوفايل. توفي جول كريسبين في سن مبكرة (حوالي 1896، عندما كانت دو غاست في السابعة والعشرين من عمرها) مما جعلها أرملة فاحشة الثراء مع ابنة صغيرة. وقد دفعها ذلك إلى الانخراط في الأنشطة الرياضية. تذكر بعض المصادر أن دو غاست كانت قد بدأت المشاركة في منافساتٍ بالمناطيد والهبوط بالمظلات باسم عائلتها، دو غاست، بناءً على طلب زوجها لكيلا يُفهم من مشاركتها أنها حِيَلٌ دعائية.
كانت رياضية بارعة في المبارزة، وتزلج المنحدرات، والتزلج على الجليد، ورماية البندقية والمسدسات، وفي تدريب الخيل، والعزف على البيانو. وصفها جيمس غوردون بينيت جونيور بأنها «أعظم رياضية على مرّ العصور».
بعد وفاة زوجها، بدأت في السفر بشكل موسّع، بما في ذلك السفر عبر المغرب على ظهر الخيل. ونشطت في المشهد الاجتماعي الباريسي، إذ اشتُهرت بكونها «واحدة من أغنى الأرامل وأكثرهن إنجازًا في فرنسا».

### شخصيتها
وضعتها شخصيتها الميّالة إلى المثالية، ومُشاكستها، وطموحها، وجرأتها في موضع إعجاب وكره الآخرين على حد سواء. طوّرت علاقاتها السياسية من خلال تعاملها اللصيق مع القادة والشخصيات السياسية.

### محاولة قتلها
حوالي العام 1910، حاولت ابنتها ترتيب عملية قتلها في بيتها في منتصف الليل. ذكر جان فرانسوا بوزانكيت في كتابه سيّدات السُرعة: سائقات سيارات السباق من النساء بين 1888 و1970 ما يلي:
كانت ابنتها هي مَن أنهى نمط حياة والدتها المليء بالمغامرة. نظرًا لكونها شخصًا حقودًا وجشِعًا، حاولت لفترة طويلة ابتزاز الأموال من والدتها الشهيرة. بأعجوبةٍ ما نجت كاميل من محاولة اغتيالها التي نفذها أصدقاء ابنتها الأشقياء في منزلها في منتصف الليل. تصدت لهم فولّوا على أعقابهم فرارًا. بعد يقينها من خداع ابنتها لها، لم يعد لأي شيءٍ معنى بعد ذلك بالنسبة لكاميل، ومنذ ذلك الحين وحتى وفاتها في باريس في أبريل من العام 1942، كرست نفسها للحيوانات العزيزة عليها.

### الوفاة والتكريم
دُفنت دو غاست في مدفن عائلة كريسبين في مقبرة بير لاشيز بباريس. وزُيّن الضريح في القسم 36 من المقبرة بتمثال نصفي للمؤسس جاك كريسبين، وتماثيل مزخرفة من عمل النحاتين جول دالو، وألكساندر فالغويير، وإتيان ليرو (1836 – 1906).
في العام 1929 كُرّمت دو غاست بإطلاق الحكومة اسمها على شارع كريسبين دو غاست في منطقة مينيلمونتا في باريس، وهو الاسم الذي ما يزال مستخدمًا حتى اليوم. في 27 ديسمبر من العام 1928، سُلّط الضوء على شهرتها الدولية عندما جاء ما يلي في تقريرٍ لصُحف راوندأب ريكورد تريبيون ووينيت تايمز:
باريس – كُرّمت مدام دو غاست، والتي عُرفت سابقًا بكونها أجمل نساء باريس، وبلا شك واحدة من أكثر النساء بذلًا، بإضافة اسمها إلى شارع كريسبين الذي سيُعرف من الآن فصاعدًا باسم شارع كريسبين دو غاست. وهذا واحدٌ من عددٍ قليلٍ من الشوارع في باريس التي أُطلق عليها أسماء نساء؛ آخذين بعين الاعتبار وجود كل أولئك الجنرالات، والمارشالات، والرؤساء، ومستشاري المجالس البلدية، والعُمَد المستحقين للتكريم، فليس ثمة ما يكفي من الشوارع لتحمل أسماء النساء.
كما احتفت بها المدرسة التقنية «مدرسة كاميل دو غاست الثانوية المهنية للسيارات» في شالون سور ساون.

## الموديل ذات القناع
ورّطت قضية الموديل ذات القناع مدام دو غاست في ثلاث قضايا منفصلة في محاكم باريس في العام 1902، إذ تلقّت الفضيحة بتفاصيلها الماجنة المبالغة تغطيةً إخبارية في جميع أنحاء العالم. في العام 1885 رسم آنري جيرفكس لوحة الموديل ذات القناع، وهي صورةٌ فاضحة للموديل ماري رينار، ذات الإثنين والعشرين عامًا، تقف عاريةً لا ترتدي شيئًا سوى قناع دومينو يُخفي وجهها. لم تُكشف هويتها للعلن قط، ممّا أسفر عن تكهّنات واسعة وإطلاق العديد من الاتهامات مع مرور الوقت.
في العام 1902، خلال إجراءات قانونية عائليّة عدائية، اتهمها المحامي ميتر باربو، وهو المحامي الذي كان يمثل والدها وأخيها، اتهمها باتخاذ الوضعية لالتقاط تلك الصورة، وعرض الصورة على الحاضرين في المحكمة. ردت دو غاست برفع دعوى قضائية ضد باربو، ولكن على الرغم من شهادة كل من آنري جيرفكس وماري رينارد لصالحها، فقد خسرت القضية، ربما لأن إجراءات تدمير السمعة التي اتّبعها باربو كان تُعتبر «ممارسة طبيعية» في فرنسا.